# Aurel Nechita
Aurel Nechita (n. 14 aprilie 1951, Lugoj, România) este un politician membru al PSD și doctor român, care a fost, în perioada martie 2004-decembrie 2004, secretar de stat pentru Asistență Medicală în Ministerul Sănătății. A fost deputat de Galați între 2004 și 2008, și apoi în anii 2012-2013, mandat care a fost întrerupt în urma constatării faptului că, fiind decan de facultate: începând cu 2004, este decan al Facultății de Medicină și Farmacie din cadrul Universității Dunărea de Jos din Galați, reales în 2008.

## Biografie
Aurel Nechita s-a născut la data de 14 aprilie 1951, în orașul Lugoj, jud. Timiș. A ajuns în Galați, la vârsta de 13 ani, ca urmare a transferării tatălui său, care era ofițer în Armata Română.
După absolvirea celui mai cunoscut liceu de matematică-fizică din Galați, Aurel Nechita urmează cursurile Universității de Medicină și Farmacie Iași, Facultatea de medicină, specializarea pediatrie. Obține diploma de doctor-medic, specializarea Pediatrie cu nota 10 (zece), în anul 1975.
După terminarea facultății, activează 3 ani la UMF Iași – Institutul de Igienă și Sănătate Publică, ca medic intern, un an în sanatoriul de Reumatologie Copii de la Mircești, jud. Iași, 6 ani la UMF Timișoara ca asistent universitar, după care, din 1984, se stabilește la Galați ca medic specialist în Spitalul de Pediatrie „Sf. Ioan”.
În 1986, urmează studii postuniversitare la UMF București și obține și specializarea în cardiologie, iar în 1999, după absolvirea cursurilor postuniversitare la UMF Timișoara, obține și specializarea în diabetologie. De asemenea, Aurel Nechita obține, în 1992, o specializare în management sanitar, la Paris, specializare pe care o realizează și la București, în 2004.
Aurel Nechita își desăvârșește pregătirea profesională în permanență, realizând numeroase stagii de pregătire în țară și în străinătate. Între 1991 și 1997, urmează cursurile universitare de doctorat la UMF București, sub îndrumarea prof.dr. Gheorghe Goldiș, cu tema „Aspecte particulare de diagnostic și tratament în aritmiile cardiace la copil”. În 1997, obține diploma de Doctor în Științe Medicale. Din 1999, este șef de lucrări la Colegiul de Medicină din cadrul Universității „Dunărea de Jos” din Galați, în 2002, devine conferențiar universitar titular la Facultatea de Medicină a UDJG, iar în 2005, obține titlul de profesor universitar la aceeași facultate.
În 1987, devine directorul Spitalului de Pediatrie din Galați, funcție pe care o deține în următorii 14 ani. Din 2001, preia conducerea Direcției de Sănătate Publică Galați, iar în martie 2004 obține, pentru 10 luni, fotoliul de secretar de stat pentru Asistență Medicală în Ministerul Sănătății.
Din 2005, Aurel Nechita este vicepreședinte al Societății Române de Pediatrie.
Aurel Nechita deține numeroase premii și distincții conferite de-a lungul timpului de importante personalități și instituții pentru activități deosebite atât în domeniul sănătății, cât și în politică și societate.
Aurel Nechita are o contribuție substanțială în dezvoltarea orizontului științific românesc, având numeroase cărți, lucrări științifice și volume publicate la edituri recunoscute pe plan național și internațional (ex.: peste 100 de lucrări prezentate la Congrese medicale internaționale și naționale).
Înscris ca membru în Partidul Social Democrat în 1999, Aurel Nechita a ocupat funcțiile de vicepreședinte al Organizației Județene a PSD Galați, președinte al Departamentului pentru Sănătate Galați, vicepreședinte al Departamentului Național pentru Sănătate și de membru al Consiliului Național al PSD, consilier județean din partea PSD între 2000 și 2003.

## Deputat
În urma alegerilor parlamentare din 2004, Aurel Nechita este ales deputat de Galați, din partea PSD. În calitate de deputat, el este membru în comisia pentru Sănătate și Familie, are 23 de luări de cuvânt în plen, în 21 de ședințe, a inițiat 17 propuneri legislative. Dintre acestea, de menționat sunt amendamentele la Legea Bugetului de Stat pentru 2008, prin care s-a asigurat suma necesară demarării construcției noului spital de urgență din Galați (154 miliarde lei vechi) și propunerile de modificare a Legii 95/2006, prin care s-a acordat dreptul de pensionare la 65 de ani tuturor medicilor și farmaciștilor, indiferent de sex.
„De ce am intrat în politică? După aproape 30 de ani de școală pentru a deveni medic specialist, am ales să fac și politică pentru un scop nobil. Dacă nu aș fi fost secretar de stat în Ministerul Sănătății și deputat, nu ar fi existat învățământ superior medical la Galați. Activitatea politică ulterioară s-a dovedit benefică și pentru dezvoltarea paletei de specializări medicale: farmacie, medicină dentară, dar și pentru obținerea de fonduri pentru dezvoltarea bazei materiale a întregii rețele sanitare din județul Galați.”
(prof.dr. Aurel Nechita)